# Sobór Trójcy Świętej w Petersburgu (Ławra Aleksandra Newskiego)

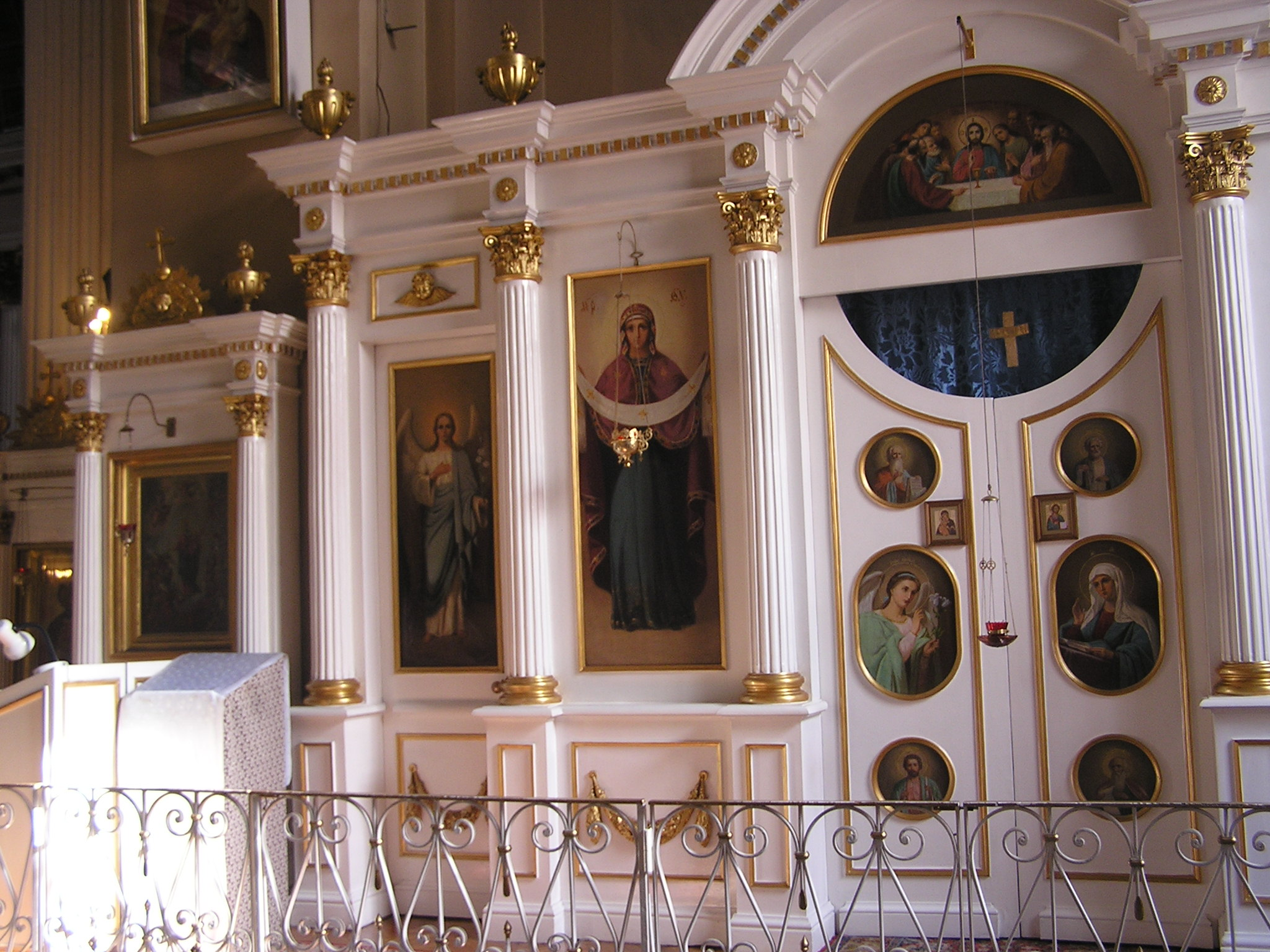
Fragment ikonostasu

Sobór Trójcy Świętej – główna świątynia w kompleksie Ławry Aleksandra Newskiego w Petersburgu. Miejsce przechowywania relikwii św. Aleksandra Newskiego. W okresie kierowania Rosyjskim Kościołem Prawosławnym przez Świątobliwy Synod Rządzący (1721–1917) jedna z najważniejszych świątyń w Rosji, tradycyjne miejsce sprawowania chirotonii biskupich.

## Historia

### Budowa
Do prac nad budową głównej cerkwi w kompleksie Ławry Aleksandra Newskiego przystąpiono w 1719. Trzy lata później położony został kamień węgielny pod budowę jednokopułowej świątyni zaprojektowanej przez T. Schwertzfegera, którą wzniesiono do 1731. Niewykończony budynek został jednak w latach 1753–1755 rozebrany, gdyż na filarach obiektu pojawiły się pęknięcia. Osiem lat po rozebraniu nieukończonej cerkwi rozpisany został konkurs na projekt nowego soboru, jednak żadna z przedstawionych prac nie zyskała uznania zleceniodawców. Dopiero w 1774 caryca Katarzyna II zaakceptowała do realizacji projekt Iwana Starowa, utrzymany w stylu klasycystycznym. Ceremonię położenia kamienia węgielnego poprowadził 30 sierpnia 1778, w obecności carycy, metropolita petersburski Gabriel. Do 1782 wzniesiona została dwukondygnacyjna dzwonnica, na której zawieszono zegar. Następnie zbudowano drugą wieżę, na której zawieszono odlany w 1658 800-pudowy dzwon przewieziony do Petersburga ze Świętojezierskiego Wałdajskiego Monasteru Iwerskiej Ikony Matki Bożej. Prace nad wzniesieniem soboru trwały do 1786, w tym też roku przystąpiono do dekorowania wnętrza. Cztery lata później odbyła się konsekracja gotowej świątyni, którą również poprowadził metropolita Gabriel w obecności carycy Katarzyny II. Władczyni przekazała w darze dla nowej cerkwi srebrne panikadiło (żyrandol), flamandzkie gobeliny i inne elementy wyposażenia, jak również obraz przedstawiający Chrystusa modlącego się w ogrodzie Oliwnym. Podczas ceremonii do soboru przeniesiono również relikwie św. Aleksandra Newskiego, dotąd wystawione dla kultu w cerkwi Zwiastowania, również na terenie Ławry. Caryca Katarzyna II poleciła ponadto, by do soboru przeniesione zostały z Ermitaża wybrane obrazy religijne van Dycka, Jacopo Bassano i Guercina.

### Funkcjonowanie obiektu w Rosji carskiej
W 1790 w soborze poświęcony został drugi ołtarz, którego patronem został Aleksander Newski (pozostawał on czynny do 1838). Rok później budynek poszerzono o specjalną salę dla kawalerów orderu św. Aleksandra Newskiego, którego przedstawienie wyrzeźbiono w 1797 nad wejściem do świątyni. Relikwie św. Aleksandra Newskiego przechowywano od 1806 w ufundowanym przez cara Aleksandra I srebrnym sarkofagu z ikoną i srebrnym analogionem, w którym wystawione dla kultu były kolejne relikwie. Obok sarkofagu znajdowały się kopia Włodzimierskiej Ikony Matki Bożej, według tradycji należąca do Aleksandra Newskiego, oraz ikona Obrazu Chrystusa Nie Ludzką Ręką Uczynionego z cząstką relikwii szat Chrystusa.
Do 1847 nabożeństwa w soborze odbywały się jedynie w porze letniej. W wymienionym roku w obiekcie zainstalowano ogrzewanie, co pozwoliło na korzystanie ze świątyni przez cały rok. Sobór był w XIX w. wielokrotnie remontowany, jednak jego ogólny wygląd zewnętrzny i wewnętrzny nie ulegał znaczącym przekształceniom. Wyjątkiem była dwukrotna zmiana fresków.
W nabożeństwach w soborze wielokrotnie brali udział członkowie rodziny carskiej i wpływowe osoby, do koncelebry zapraszani byli biskupi z innych Kościołów prawosławnych przebywający z wizytą w Rosji. Tutaj również odbywały się chirotonie biskupie.
Od początku XX wieku, w rocznicę śmierci Piotra Czajkowskiego, w soborze Trójcy Świętej odprawiana jest Święta Liturgia, podczas której chór śpiewa utwory liturgiczne skomponowane przez kompozytora.

### W ZSRR
Większość cennego wyposażenia soboru została zarekwirowana podczas akcji konfiskaty kosztowności cerkiewnych w 1922, na co wyraził zgodę metropolita piotrogrodzki Beniamin. Hierarcha doprowadził także do pozostawienia w soborze relikwii św. Aleksandra Newskiego razem z cennym relikwiarzem. Przedmioty te pozostały w świątyni do jesieni 1922; zostały zarekwirowane już po śmierci hierarchy, który latem tego samego roku został oskarżony o działalność kontrrewolucyjną i rozstrzelany. Od 1923 do 1926 sobór pozostawał w rękach Żywej Cerkwi.
Począwszy od 1917 na dziedzińcu Ławry, przed soborem, dokonywano pochówków. Pierwsze groby należały do zabitych żołnierzy carskich formacji kozackich, następnie na terenie monasteru chowano także uczestników obrony Piotrogrodu przed wojskami białych i działaczy partyjnych. W 1933 władze radzieckie podjęły decyzję o zamknięciu świątyni i jej adaptacji na cele świeckie. Przez dwadzieścia dwa lata w budynku mieściła się placówka zajmująca się popularyzowaniem nauki.
Władze radzieckie zgodziły się na przywrócenie świątyni jej pierwotnych funkcji w 1955, jednak jej przekazanie wiernym było możliwe dopiero po dwuletnim remoncie. 12 września 1957 metropolita leningradzki Eleuteriusz dokonał powtórnego poświęcenia budynku. W latach 1957–1960 oraz 1986–1988 przeprowadzane były kolejne etapy prac renowacyjnych w soborze, zaś w 1989 w obiekcie ponownie wystawiono dla kultu relikwie św. Aleksandra Newskiego, zwrócone ze zbiorów leningradzkiego Muzeum Religii i Ateizmu. Sarkofag, w którym pierwotnie je przechowywano, pozostał w zbiorach Ermitażu.

## Wyposażenie wnętrza
Ikonostas dla soboru wykonał z kolorowego marmuru włoski artysta Pinchetti. Brązowe detale zdobnicze wykonał P. Aggi, zaś ikony napisali Johan Mettenleiter i Iwan Akimow. Autorem fresków w świątyni był Fiodor Daniłow; w 1806 wykonane przez niego malowidła zastąpiono nowymi, autorstwa A. della Giacomo, zaś w 1862 na ich miejscu powstały freski Titowa. F. Szubin był natomiast autorem posągów świętych i płaskorzeźb. Do prezbiterium wstawiono obraz Antona Mengsa Zwiastowanie, jak również portrety Katarzyny II i Piotra I. W zachodniej części cerkwi znajdowało się natomiast popiersie metropolity petersburskiego Gabriela, który konsekrował sobór.
W 1862 świątynia otrzymała w darze od księcia Diemidowa malachitową pokrywę na płaszczanicę, którą w 1877 zastąpiono srebrnym sarkofagiem.